# Cão d'água frisão
A cão d'água frisão[Nota] (em alemão:  wetterhoun) é uma raça desenvolvida na província holandesa de nome Friesland, há centenas de anos. Primordialmente utilizado na caçada às lontras, vistas como inimigas dos pescadores, passou a ser visto como nato cão de guarda, função esta que desenvolve há pelo menos um século. Raros fora do país de origem, são considerados medianamente fáceis de adestrar, robustos e competentes. Sua estrutura física é comparada a um tanque militar, protegida ainda por uma densa pelagem que o favorece em climas adversos.